# Centrifuge Accommodations Module

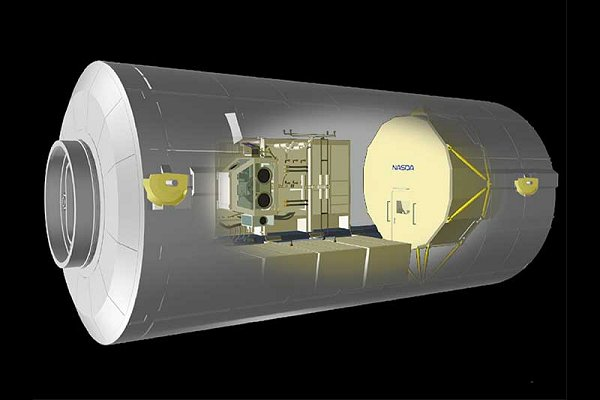
ISS Centrifuge Accommodations Module

El Centrifuge Accommodations Module (CAM) és un element cancel·lat de l'Estació Espacial Internacional. Tot i que el mòdul va ser programat per a contenir més d'una centrifugadora, aquest cilindre de 2,5 m encara es considera la capacitat més important del mòdul. La centrífuga hauria proporcionat velocitats controlades d'acceleració (gravetat artificial) per als experiments i la capacitat de:
- L'exposició de mostres biològiques a una gravetat artificial que van des del 0,01 g i 2 g.
- Proporcionar simultàniament dos diferents nivells de gravetat artificial.
- Proporcionar un ambient en gravetat parcial o una forta gravetat per estudiar els efectes i els llindars de gravetat que afecten a diferents organitzacions.
- Exposar per períodes curts dels organismes a una gravetat parcial o una forta per estudiar els efectes de la durada de l'exposició a aquests nivells de gravetat.
- Proporcionar una simulació de l'entorn terrestre a bord de l'estació espacial per tal d'aïllar els efectes de la microgravetat en els organismes.
- Proporcionar una simulació de l'entorn terrestre a bord de l'estació espacial perquè els organismes estudiats per superar els efectes de la microgravetat.
- Proporcionar mostres de seguiment in situ a 1 g.

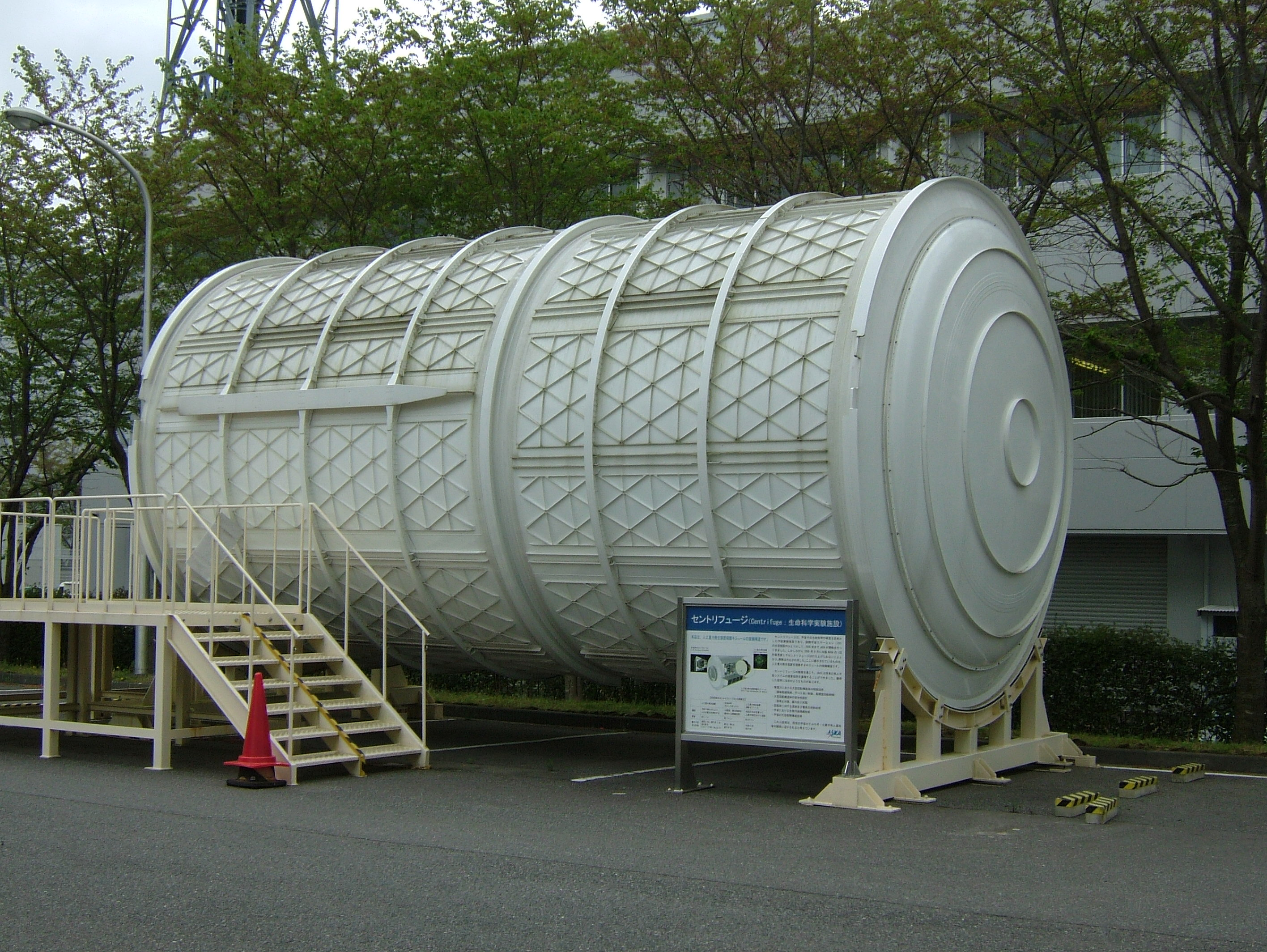
La carcassa en part construïda del Mòdul d'Allotjament centrífug a Tsukuba

El mòdul va ser construït per l'Agència d'Exploració Aeroespacial Japonesa, però la NASA havia obtingut el propietari oficial a canvi de la posada en marxa lliure del laboratori japonès Kibo. Va ser abandonat el 2005 com l'Habitation Module i el Crew Return Vehicle, a causa dels excessius costos de l'estació i dels problemes de planificació de vols dels transbordadors a l'assemblea de l'estació. El mòdul de CAM, així com el model de rotor de la centrifugadora ja es van construir quan es va aturar el projecte. Aquest mòdul caldrà adjuntar-lo al node Harmony de l'estació.
S'exposa a l'aire lliure en el Centre Espacial de Tsukuba al Japó.
El pressupost de 2011 del president dels Estats Units Barack Obama ofereix un pressupost per a l'ampliació de l'Estació Espacial Internacional, el que podria permetre afegir d'una nova centrifugadora.